# قمة لاسين
قمة لاسين أو قنة لاسين (بالإنجليزية: Lassen Peak) (/ˈlæsən/ LASS-ən)، ويشار إليه عادةً باسم جبل لاسين، وهو بركان قبئي حممي يبلغ ارتفاعه 10,457 قدمًا (3,187 مترًا) في حديقة لاسين البركانية الوطنية في شمال كاليفورنيا. يقع في منطقة شاستا كاسكيد فوق وادي ساكرامنتو الشمالي، وهو البركان الأكثر نشاطًا جنوبًا في جبال كاسكيد في غرب الولايات المتحدة، وجزء من قوس كاسكيد البركاني الممتد من جنوب غرب كولومبيا البريطانية إلى شمال كاليفورنيا. تضم القمة العديد من النباتات والحيوانات بين موائله المتنوعة، والتي تصل إلى ارتفاعات عالية وتتعرض لتساقط الثلوج بشكل متكرر.
يبلغ حجم قمة لاسين 0.6 ميل مكعب (2.5 كيلومتر مكعب)، مما يجعله أحد أكبر قباب الحمم البركانية على وجه الأرض. نشأ البركان من الجهة الشمالية السابقة لجبل تيهاما المتآكل الآن منذ حوالي 27000 عام، من سلسلة من الانفجارات على مدار بضع سنوات. تعرض الجبل لتآكل كبير بسبب الأنهار الجليدية على مدار 25000 عام الماضية، وهو الآن مغطى برواسب الصخور.
في الثاني والعشرين من مايو عام 1915، دمر ثوران بركاني قوي في قمة لاسين المناطق المجاورة، ونشر الرماد البركاني لمسافة 280 ميلاً (450 كيلومترًا) إلى الشرق. كان هذا الانفجار هو الأقوى في سلسلة من الثورات البركانية من عام 1914 إلى عام 1917. كانت قمة لاسين وجبل سانت هيلين في واشنطن البركانين الوحيدين داخل الولايات المتحدة المتجاورين اللذين ثارا خلال القرن العشرين.
أُنشئ متنزه لاسين البركاني الوطني، الذي يغطي مساحة 106372 فدانًا (430.47 كيلومترًا مربعًا)، للحفاظ على المناطق المتضررة من الثوران وللمراقبة والدراسة المستقبلية، وحماية السمات البركانية القريبة، ومنع أي شخص من الاستقرار بالقرب من الجبل. أصبح المنتزه، جنبًا إلى جنب مع غابة لاسين الوطنية القريبة وقمة لاسين، وجهات شهيرة للأنشطة الترفيهية، بما في ذلك التسلق والمشي لمسافات طويلة مع حمل حقائب الظهر والمشي بالأحذية الثلجية والتجديف بالكياك والتزلج الريفي. قمة لاسين خامدة، مما يعني أن البركان غير نشط، ولديه حجرة صهارة عاملة تحت الأرض لا تزال قادرة على الانفجار. وبالتالي، فإنه يشكل تهديدًا للمنطقة المجاورة من خلال تدفقات الحمم ووتدفقات الفتات البركاني والهيار الطيني (الانهيارات الطينية والانهيارات الأرضية والسيول الحطامية الوحلية الناجمة عن البراكين والرماد) والتياهر والفيضانات. ولمراقبة هذا التهديد، تُراقب قمة لاسين والمناطق المحيطة بها عن كثب باستخدام أجهزة استشعار تابعة لمرصد كاليفورنيا للبراكين.